# Stanton (Tennessee)
Stanton és una població dels Estats Units a l'estat de Tennessee. Segons el cens del 2000 tenia 615 habitants.

## Demografia
Segons el cens del 2000, Stanton tenia 615 habitants, 254 habitatges, i 167 famílies. La densitat de població era de 456,6 habitants/km².
Dels 254 habitatges en un 39,4% hi vivien nens de menys de 18 anys, en un 26,8% hi vivien parelles casades, en un 35,8% dones solteres, i en un 33,9% no eren unitats familiars. En el 30,3% dels habitatges hi vivien persones soles el 10,6% de les quals corresponia a persones de 65 anys o més que vivien soles. El nombre mitjà de persones vivint en cada habitatge era de 2,42 i el nombre mitjà de persones que vivien en cada família era de 2,98.
Per edats la població es repartia de la següent manera: un 32,5% tenia menys de 18 anys, un 9,8% entre 18 i 24, un 27,5% entre 25 i 44, un 18,2% de 45 a 60 i un 12% 65 anys o més.
L'edat mediana era de 30 anys. Per cada 100 dones de 18 o més anys hi havia 60,9 homes.
La renda mediana per habitatge era de 17.422 $ i la renda mediana per família de 18.229 $. Els homes tenien una renda mediana de 30.000 $ mentre que les dones 19.583 $. La renda per capita de la població era de 13.888 $. Entorn del 36,5% de les famílies i el 40,9% de la població estaven per davall del llindar de pobresa.

## Poblacions més properes
El següent diagrama mostra les poblacions més properes.